# Hintersee (Flachgau)
Hintersee ist eine Gemeinde im Salzburger Land im Bezirk Salzburg-Umgebung in Österreich mit 472 Einwohnern (Stand 1. Jänner 2025).

## Geografie
Die Gemeinde liegt im Flachgau im Salzburger Land, am Tauglbach (Lämmerbach), der hier den Ladenbach aufnimmt. Die Gemeinde gehört zum Gerichtsbezirk Seekirchen am Wallersee. Der tiefste Punkt liegt im Norden am Ufer des Hintersees mit 700 Meter über dem Meer. Auf allen anderen Seiten ist das Gemeindegebiet von etwa 1500 Meter hohen Bergen umgeben. Die höchsten Gipfel sind im Süden das Gruberhorn mit 1732 und das Gennerhorn mit 1734 Meter.
Die Gemeinde ist 47,44 Quadratkilometer groß. Davon sind beinahe achtzig Prozent bewaldet, zehn Prozent sind Almen und fünf Prozent landwirtschaftliche Nutzfläche.

### Gemeindegliederung
Das Gemeindegebiet umfasst folgende zwei Ortschaften (in Klammern Einwohnerzahl Stand 1. Jänner 2025):
- Hintersee (287) samt Anzenbergalm, Eben, Langreith, Leiten, Oberasch, Reit und Sommerau
- Lämmerbach (185) samt Aschau, Eckl, Mühlbauer, Unterzahl und Vordergrubenbach

Die Gemeinde besteht aus den Katastralgemeinden Hintersee und Lämmerbach.

### Nachbargemeinden
|                    | Faistenau                                   |              |
| Krispl (HA)        | Kompassrose, die auf Nachbargemeinden zeigt | Sankt Gilgen |
| Sankt Koloman (HA) | Abtenau (HA)                                |              |

## Geschichte
Die erste urkundliche Erwähnung findet sich im Jahr 700 in einer Schenkung Herzog Theudeberts von Bayern. Ab 1612 bis zum Ende des Salzburger Erzstifts 1803 war Hintersee im Besitz des Salzburger Domkapitels. Die heutige Gemeinde entstand 1848.

### Bevölkerungsentwicklung
Die Waldbahn Hintersee zwischen Vordersee und Hintersee wurde von 1922 bis 1932 betrieben.

## Kultur und Sehenswürdigkeiten

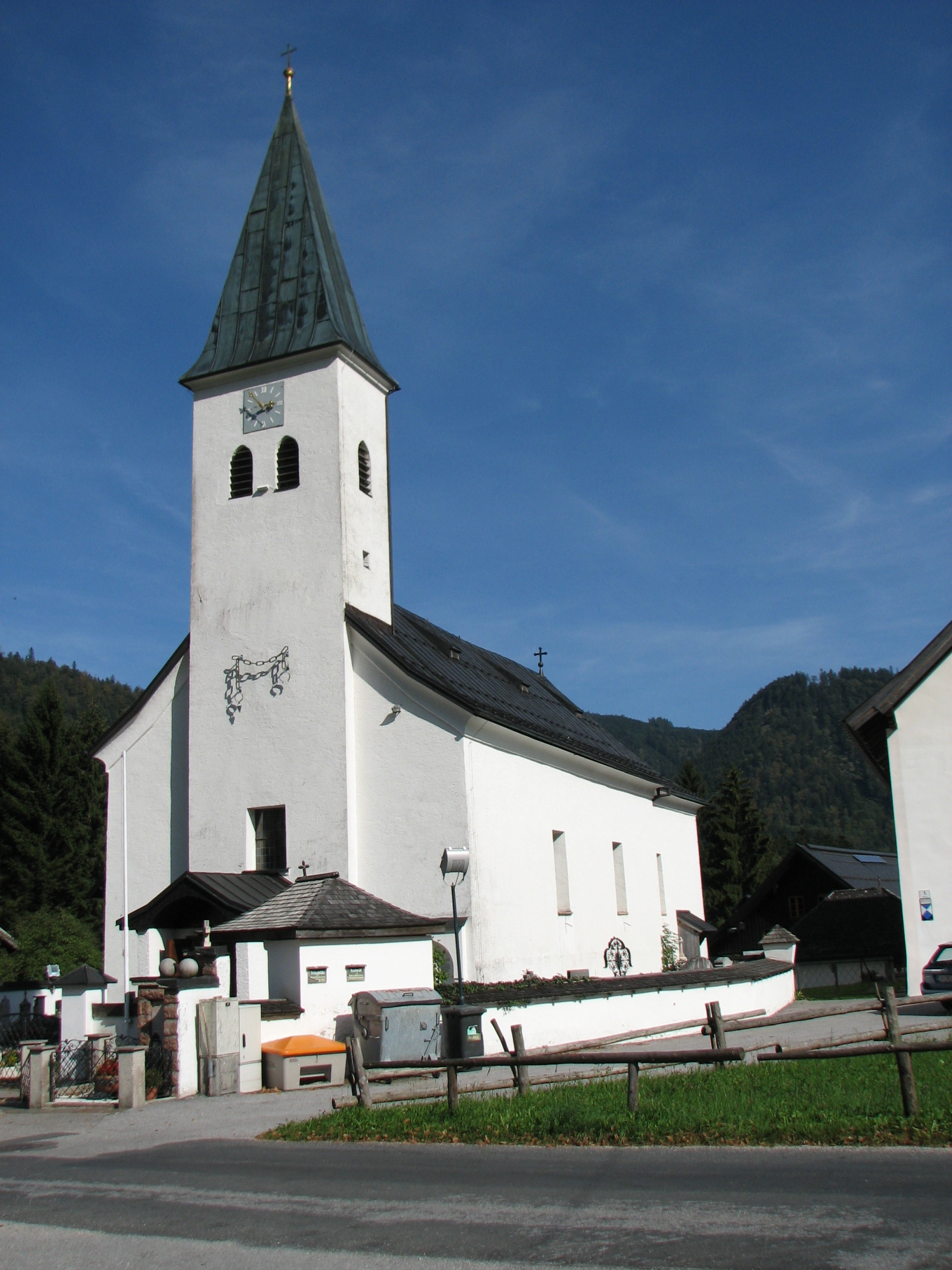
Pfarrkirche Hintersee

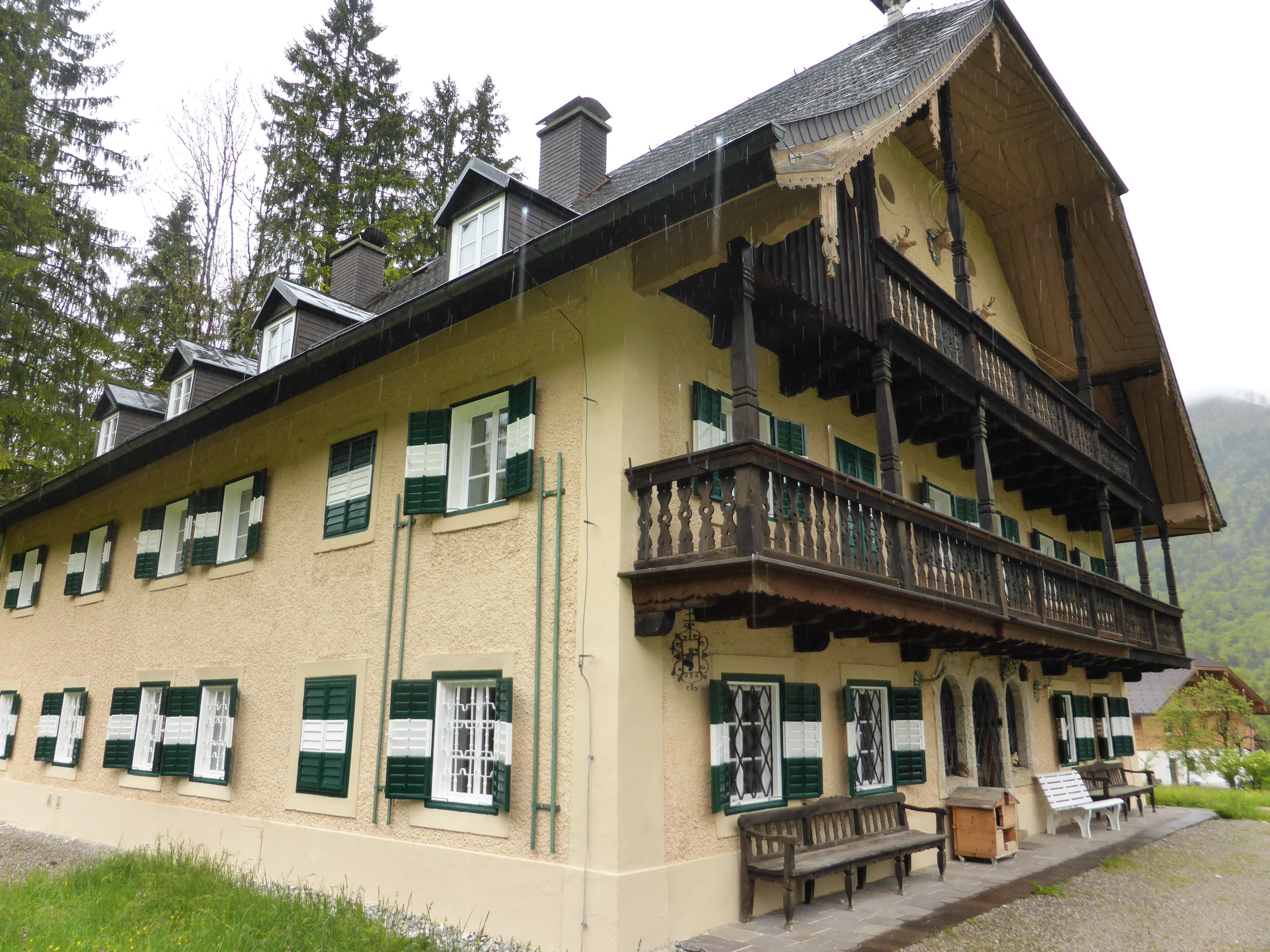
Jagdschloss Langreith

- Pfarrkirche Hintersee
- Jagdschloss Langreith
- Joseph Mohr-Kapelle ([3])

### Naturdenkmäler
(Quelle: )
- Erratischer Block südlich von Hintersee
- Eiskapelle im Griesbachgraben
- Dorflinde in Hintersee
- Linde beim Hinterer-Gut

## Wirtschaft und Infrastruktur

### Wirtschaftssektoren
Von den 30 landwirtschaftlichen Betrieben des Jahres 2010 wurden zwölf im Haupt-, vierzehn im Nebenerwerb und vier von juristischen Personen geführt. Diese vier bewirtschafteten 44 Prozent der Flächen. Neun der zwölf Erwerbstätigen des Produktionssektors waren in der Bauwirtschaft beschäftigt. Die größten Arbeitgeber des Dienstleistungssektors waren die Bereiche soziale und öffentliche Dienste (16) und Beherbergung und Gastronomie (15 Erwerbstätige).
| Wirtschaftssektor            | Anzahl Betriebe | Anzahl Betriebe | Erwerbstätige | Erwerbstätige |
| Wirtschaftssektor            | 2011            | 2001            | 2011          | 2001          |
| ---------------------------- | --------------- | --------------- | ------------- | ------------- |
| Land- und Forstwirtschaft 1) | 36              | 68              | 14            | 13            |
| Produktion                   | 13              | 12              | 88            | 91            |
| Dienstleistung               | 61              | 37              | 162           | 131           |

1) Betriebe mit Fläche in den Jahren 2010 und 1999

### Arbeitsmarkt, Pendeln
Im Jahr 2011 lebten 249 Erwerbstätige in Hintersee. Davon arbeiteten 55 in der Gemeinde, beinahe achtzig Prozent pendelten aus.

### Fremdenverkehr
In Hintersee befindet sich auch ein Teil des Skigebietes Gaißau-Hintersee mit 9 Liften (3 Sessellifte, 6 Schlepplifte) und 40 km präparierter Piste. Derzeit (01/20) ist das Skigebiet nicht präpariert. Es wird daran gearbeitet, dass es in der nächsten Saison 20/21 wieder eröffnet wird.
Die Gemeinde zählt jährlich rund 20.000 Übernachtungen. Davon entfallen zwei Drittel auf die Monate Juni bis September.

## Politik

### Gemeinderat
Die Gemeindevertretung hat insgesamt 9 Mitglieder.
- Nach den Gemeindevertretungs- und Bürgermeisterwahlen in Salzburg 2004 hatte die Gemeindevertretung folgende Verteilung: 5 ÖVP und 4 SPÖ.
- Nach den Gemeindevertretungs- und Bürgermeisterwahlen in Salzburg 2009 hatte die Gemeindevertretung folgende Verteilung: 4 ÖVP, 3 SPÖ und 2 FPÖ.
- Nach den Gemeindevertretungs- und Bürgermeisterwahlen in Salzburg 2014 hatte die Gemeindevertretung folgende Verteilung: 5 ÖVP, 3 SPÖ und 1 FPÖ.[10]
- Nach den Gemeindevertretungs- und Bürgermeisterwahlen in Salzburg 2019 hatte die Gemeindevertretung folgende Verteilung: 5 ÖVP, 3 SPÖ und 1 FPÖ.[11]
- Nach den Gemeindevertretungs- und Bürgermeisterwahlen in Salzburg 2024 hat die Gemeindevertretung folgende Verteilung: 5 ÖVP, 3 SPÖ und 1 FPÖ.[12]

### Bürgermeister
- 1970–1980 Andreas Oberascher (ÖVP)[13]
- 1980–1994 Eduard Ebner (ÖVP)[14]
- 1994–2009 Heinrich Oberascher (SPÖ)[15]
- seit 2009 Paul Weissenbacher (ÖVP)[16]

### Wappen
Das Wappen wurde der Gemeinde 1981 verliehen: „Im roten Schild auf grünem Schildfußboden nebeneinander drei grüne Fichten, dahinter ein silberner (weißer) See.“
Die Fichten verweisen auf eine Legende, nach der früher im Ort drei große Fichten standen. Der See steht für den Teil des Ortsnamens.

## Persönlichkeiten

### Söhne und Töchter der Gemeinde

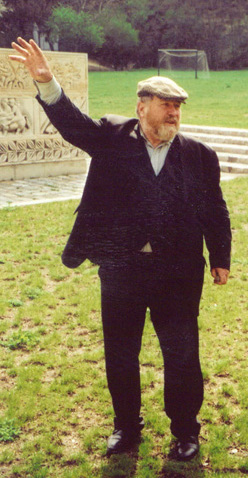
Friedrich Kurrent

- Friedrich Kurrent (1931–2022), Architekt und Autor

### Mit der Gemeinde verbundene Persönlichkeiten
- Joseph Mohr (1792–1848), Verfasser des Textes von Stille Nacht, heilige Nacht, war von 1827 bis 1837 Vikar in Hintersee
- Jacqueline Gerlach (* 1991), Grasskiweltmeisterin und Fitnesssportlerin
- Gräfin Elisabeth Nostitz-Rieneck geb. Mercy[18] (1901–1983), ab 1956 Besitzerin von Langreith
- Graf Franz Anton Nostitz-Rieneck (1888–1956), erwarb 1928 das Jagdschloss Langreith und baute es zur Saisonvilla aus